# Lapangan Terbang Comoro
Lapangan Terbang Comoro ist ein Stadtteil der osttimoresischen Landeshauptstadt Dili im Suco Madohi (Verwaltungsamt Dom Aleixo, Gemeinde Dili).

## Geographie
Lapangan Terbang Comoro liegt im Süden von Madohi, in der Aldeia Terra Santa. Grob bildet die Ostgrenze zu Beto Oeste die Rua de Ai-Katapa Laran, nach Norden der Flughafen Presidente Nicolau Lobato, nach Westen der Friedhof Raikotu und nach Süden die Avenida de Restauração zum Stadtteil Kampung Baru.

## Einrichtungen
Die katholischen Prä-Sekundarschule und Colégio São Miguel (CSM) befinden sich an der Avenida de Restauração. Im CSM ist das Televisão Educação Timor (TVE) untergebracht. Außerdem liegt an der Avenida die Nationaldirektion für Straßen, Brücken und Hochwasserschutz des Verkehrsministeriums.